# Plongeon de haut-vol aux championnats du monde de natation 2013
Navigation
Kazan 2015
Deux épreuves de plongeon de haut vol  sont disputées pour la première fois dans le cadre des Championnats du monde de natation 2013 organisés à Barcelone (Espagne). Elles se déroulent 29 au 31 juillet 2013.

## Tableau des médailles
| Rang  | Nation      | Or | Argent | Bronze | Total |
| ----- | ----------- | -- | ------ | ------ | ----- |
| 1     | États-Unis  | 1  | 1      | 0      | 2     |
| 2     | Colombie    | 1  | 0      | 0      | 1     |
| 3     | Royaume-Uni | 0  | 1      | 0      | 1     |
| 4     | Allemagne   | 0  | 0      | 1      | 1     |
| 4     | Mexique     | 0  | 0      | 1      | 1     |
| Total | Total       | 2  | 2      | 2      | 6     |

## Résultats détaillés

### Épreuves individuelles
L'épreuve masculine se déroule sur une plate-forme à 27 mètres et celle féminine sur une plate-forme à 20 mètres.
| Rang               | Plongeur            | Pays        | Points |
| ------------------ | ------------------- | ----------- | ------ |
| Médaille d'or      | Orlando Duque       | Colombie    | 590.20 |
| Médaille d'argent  | Gary Hunt           | Royaume-Uni | 589.30 |
| Médaille de bronze | Jonathan Paredes    | Mexique     | 578.35 |
| 4                  | Michal Navratil     | Tchéquie    | 540.70 |
| 5                  | Matt Cowen          | Royaume-Uni | 539.60 |
| 6                  | Artem Silchenko     | Russie      | 520.55 |
| 7                  | Anatolii Shabotenko | Ukraine     | 498.60 |
| 8                  | Kris Kolanus        | Pologne     | 469.15 |
| 9                  | Steve LoBue         | États-Unis  | 445.80 |
| 10                 | Blake Aldridge      | Royaume-Uni | 443.15 |
| 11                 | Kent De Mond        | États-Unis  | 420.70 |
| 12                 | Cyrille Oumedjkane  | France      | 403.35 |
| 13                 | Jorge Ferzuli       | Mexique     | 356.20 |

| Rang               | Plongeuse         | Pays       | Points |
| ------------------ | ----------------- | ---------- | ------ |
| Médaille d'or      | Cesilie Carlton   | États-Unis | 211.60 |
| Médaille d'argent  | Ginger Huber      | États-Unis | 206.70 |
| Médaille de bronze | Anna Bader        | Allemagne  | 203.90 |
| 4                  | Stephanie De Lima | Canada     | 182.55 |
| 5                  | Tara Hyer Tira    | États-Unis | 177.20 |
| 6                  | Diana Tomilina    | Ukraine    | 153.95 |